# 카르스텐 하이츨러
카르스텐 하이츨러(1975년~)는 오스트레일리아/독일인(아버지는 독일인, 어머니는 핀란드인이다) 소프트웨어 엔지니어로서 인라이튼먼트 창 관리자 및 라이브러리를 창시하고 이의 개발을 이끌고 있는 것으로 잘 알려져 있다. 오픈 소스 커뮤니티에서는 래스터 또는 래스터맨이라는 별명으로 불리고 있다.
그는 나이지리아에서 태어났으나, 가족들과 함께 곧 독일로 이주하여 4살까지 머물렀다. 이후 오스트레일리아의 시드니에서 자랐으며 뉴 사우스 웨일스 대학에서 컴퓨터 과학을 전공하였다. 1997년 미국의 노스캐롤라이나에 위치한 레드햇에서 CORBA, Xlib, GTK+ 라이브러리들을 개발했으며 나중에 VA Linux Systems로 이직하였다.
시드니의 플러피 스파이더 테크놀러지에서 인라이튼먼트 0.17 버전을 위한 인라이튼먼트 파운데이션 라이브러리(EFL)를 개선, 최적화, 상품화하는 일을 수행하였다. 플러피 스파이더 테크놀러지는 자신들의 임베디드 리눅스 그래픽 유저 인터페이스인 FancyPants에 EFL의 일부를 사용하였다.
도쿄에서 모건 스탠리를 거쳐 오픈모코에서 일했다. 2010년 이후부터는 삼성전자에서 리눅스 플랫폼인 타이젠 개발에 참여하고 있다. 2014년 말 연구개발 최고전문가에게 주어지는 임원급 대우 연구직인 마스터로 선임되었다.
하이츨러가 기여한 다른 소프트웨어에는 Electric Eyes, GTK+ 테마 엔진, Imlib, Imlib2 및 Epplets가 있다.